# Vissersopstand
De vissersopstand in Oostende op 23 en 24 augustus 1887 was een sociaal evenement, waarbij Oostendse vissers zich verzetten tegen, wat zij beschouwden als onterechte concurrentie door Britse vissers. Deze gebeurtenissen werden later op menig doek afgebeeld, onder andere door James Ensor.

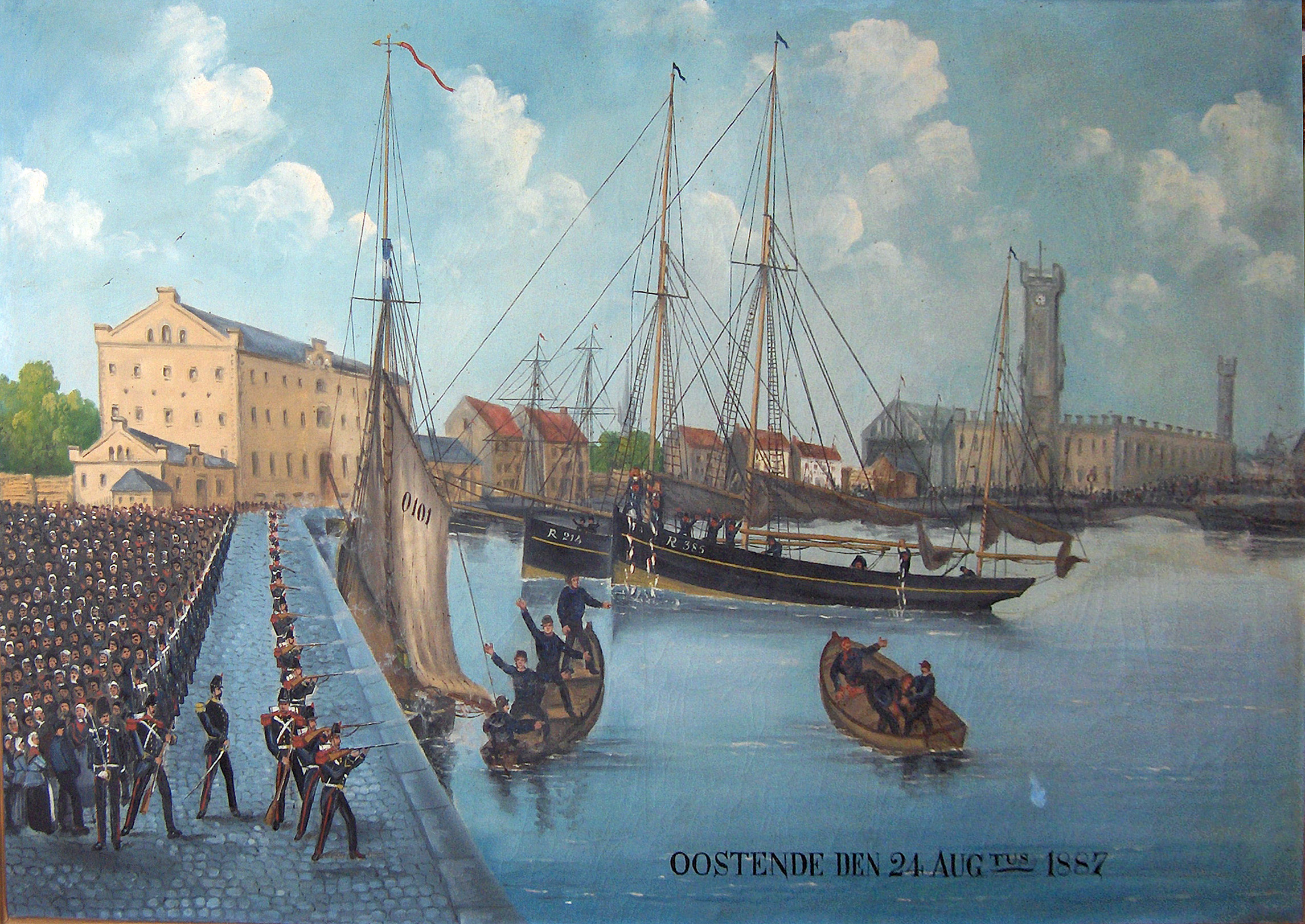
De vissersopstand op 24 augustus 1887

## Aanleiding
Er heerste een zware economische recessie tussen 1873 en 1896 en dit had ook ernstige gevolgen voor de visserij. Er werden geen infrastructuurwerken meer uitgevoerd aan de haven van Oostende. Bovendien werd de interventiesteun aan de reders afgeschaft in 1865. Dit alles leidde tot een erbarmelijke sociale situatie van de toenmalige vissersgemeenschap, met name een aanslepende en uitzichtloze uitbuiting, armoede en ellende.
De Britse vissers konden sinds 1884 aan de slag gaan met stoomtreilers en konden hierdoor veel efficiënter hun beroep uitoefenen. Zij brachten ook in Oostende hun goedkopere vis naar de vismijn en overspoelden de lokale markt. Deze vismijn, in de volksmond "de Cirk" genoemd, was een cirkelvormig gebouw op de Visserskaai, in gebruik sinds 16 februari 1879. Dit was een voortdurende bron van ergernis die vele incidenten, conflicten en processen uitlokten tussen Engelse drijfnetvissers en Oostendse boomkorvissers. Bovendien beletten de Britse vissers met fikse boeten dat Vlaamse vissers zich waagden in hun visgronden. De Britse vissers steunden hiervoor op de Conventie van Den Haag van 6 mei 1882, waarvan de artikels 14, 17 en 19 gezien werden als een bevoordeling van de drijfnetvisserij ten nadele van de boomkorvisserij. Er mochten geen netten worden uitgeworpen of vastgemaakt in de nabijheid van drijfnetten. De boomkorvissers werden steevast aansprakelijk gesteld voor elke, al dan niet vermeende, beschadiging aan de drijfnetten. Dit kwam erop neer dat de Oostendse vissers tussen oktober en januari uitgesloten werden op belangrijke visgronden, ten voordele van Britse en Nederlandse vissers.

## Uitbarsting
Dit alles had tot gevolg dat er een zware malaise heerste in Oostendse visserijkringen. Dit kwam tot uitbarsting op 23 augustus 1887 toen opnieuw een Britse vissersboot 600 bennen vis kwam lossen aan de vismijn. Het kwam tot een handgemeen met Oostendse vissers, bennen werden overboord gegooid en de rest van de lading werd vertrappeld. De weinige lokale ordehandhavers stonden machteloos tegen deze spontane volkswoede. De groothandelaar, die deze Britse lading had besteld, moest deze daad bekopen. De ruiten van zijn huis moesten eraan geloven en de kantoormeubelen werden aan diggelen geslagen. In het gevecht met de politie werd er door de politie geschoten en vielen er vijf gewonden.
Het stadsbestuur had deze bui niet zien aankomen en vreesde voor een uitbreiding van de rellen. Men was ook bevreesd voor een herhaling van de zware rellen bij de mijnstaking in Luik en Henegouwen het jaar voordien. De doodzieke burgemeester Karel Janssens vroeg de interventie van de Burgerwacht en gaf de opdracht "tot elke prijs" een einde te maken aan deze volksopstand.
De volgende dag probeerden twee Engelse boten op hun beurt hun lading vis te lossen in de haven. Enkele Oostendse vissers dreven met hun sloepen de twee boten naar het midden van de Pakhuiskaai. Deze vissers daagden in hun overmoed de opgeroepen Burgerwacht uit om te schieten op hun ontblote borst. Maar tot ieders verrassing begon de ongetrainde Burgerwacht te vuren. Twee vissers werden neergeschoten en een verdwaalde kogel maakte nog een slachtoffer tussen de toegestroomde menigte. Er waren ook zes gewonden.
Het geschrokken stadsbestuur vroeg ijlings de garnizoenen van Brugge en Doornik om de volksopstand in de kiem te smoren (en ook om te beschermen tegen het onbesuisd optreden van de Burgerwacht). Deze korte volksopstand doofde vanzelf uit maar had toch als gevolg dat de Engelse vissers wijselijk wegbleven uit Oostende en pas in 1896 terugkwamen. Ook koning Leopold II, die toen juist in Oostende verbleef, was erg geschrokken van deze gebeurtenissen en gaf zijn regering de opdracht de nodige infrastructuurwerken uit te voeren in Oostende. Toch zou het nog 10 jaar duren vooraleer hij op 19 juni 1898 de eerste steen kon leggen van de nieuwe handelsdokken.
In feite kon men hier niet spreken van een echte opstand (hoewel het zo genoemd werd in de volksmond en ook later in de verhalen hierover), maar betrof het een reeks relletjes en opstootjes met een bloedige afloop.

## Repressie
De repressie nadien was hard. Een honderdtal aanstokers van deze opstand moesten zich verantwoorden voor de correctionele rechtbank in Brugge. Eenentachtig deelnemers werden veroordeeld tot een gevangenisstraf van maximum vier maanden en forse geldboeten. De pas in 1886 aangestelde aalmoezenier der vissers Hendrik Pype (in de volksmond Paster Pype) (1854-1926) zorgde voor een steunfonds voor de weduwen van de neergeschoten vissers. Hij zou zich verder steeds onverdroten inzetten voor "zijn" vissers en hen proberen een menswaardig bestaan te verzekeren.

## In de kunst
Deze opstand vond grote weerklank en bleef lang hangen in het collectief volksgeheugen. Het toenmalig gelegenheidslied van de straatzanger Louis Vanden Eeckhaute “Het lied van de vissers” werd nog decennia nadien zelden of nooit in het openbaar gezongen, uit vrees voor moeilijkheden met de politie en het gerecht (voor dit lied werd de auteur - toen dienstplichtig soldaat – door de krijgsraad veroordeeld tot elf maanden tuchtstraf).
Dit protest werd ook afgebeeld door verschillende kunstenaars. Een der eersten was een lokale schilder Charles Wildt. Hij baseerde zich hierbij waarschijnlijk op een illustratie verschenen in Le Globe Illustré. Deze uitbeelding van een volksdrama had succes bij de Oostendse bevolking en hij moest hiervan verschillende replica's maken die hij dan verkocht voor een klein bedrag en een fles jenever. Deze schilderijen en veel prenten door anonieme kunstenaars werden aangetroffen in de herbergen van de vissers. Dezelfde tragische gebeurtenissen waren de aanleiding voor James Ensor tot het schilderen van zijn doek De Staking (1888) (Koninklijk Museum voor Schone Kunsten, Antwerpen) en in 1892 van Les Gendarmes (Kunstmuseum aan Zee, Oostende), telkens een striemende aanklacht tegen de onderdrukking van het gewone volk door de magistratuur en de klassenjustitie. Ensor gaf ook deze gebeurtenissen weer in tekeningen.
Ook de eerder expressionistische tekening van Léon Spilliaert "Havengezicht" uit 1925 (privébezit) vermeldt "Fusillade national", verwijzend naar deze vissersopstand.